# Tabanus atratus
Tabanus atratus is een vliegensoort uit de familie van de dazen (Tabanidae). De wetenschappelijke naam van de soort is voor het eerst geldig gepubliceerd in 1775 door Johan Christian Fabricius.
Het zijn grote zwarte dazen met opvallend grote ogen. Volwassen insecten hebben een krachtige steeksnuit en kunnen de huid van dieren doorprikken en hun bloed zuigen. 